# Cacua jezik
Cacua jezik (ISO 639-3: cbv; báda, kákwa, macu de cubeo, macu de desano, macu de guanano), indijanski jezik iz Kolumbije kojim govori oko 150 (1982 SIL) pripadnika plemena Cacua s donjeg Vaupésa, 30 kilometara istočno od grada Mitú.
Pripada porodici maku, a srodan je s hupda [hup], nukak maku [mbr]. Neki Cacua Indijanci govore i cubeo [cub], desano [des] ili guanano [gvc]. Ima dva dijalekta vaupés cacua i macú-paraná cacua.

## Vanjske poveznice
- Ethnologue (14th)
- Ethnologue (15th)